# Onthophagus garambae
Onthophagus garambae är en skalbaggsart som beskrevs av Frey 1961. Onthophagus garambae ingår i släktet Onthophagus och familjen bladhorningar. Inga underarter finns listade i Catalogue of Life.